# Giacomo Micaglia
Giacomo Micaglia (latino: Jacobus Micalia, croato: Jakov Mikalja) (Peschici, 31 marzo 1601 – Sassello, 1º dicembre 1654) è stato un linguista e lessicografo italiano, membro della Compagnia di Gesù.

## Biografia

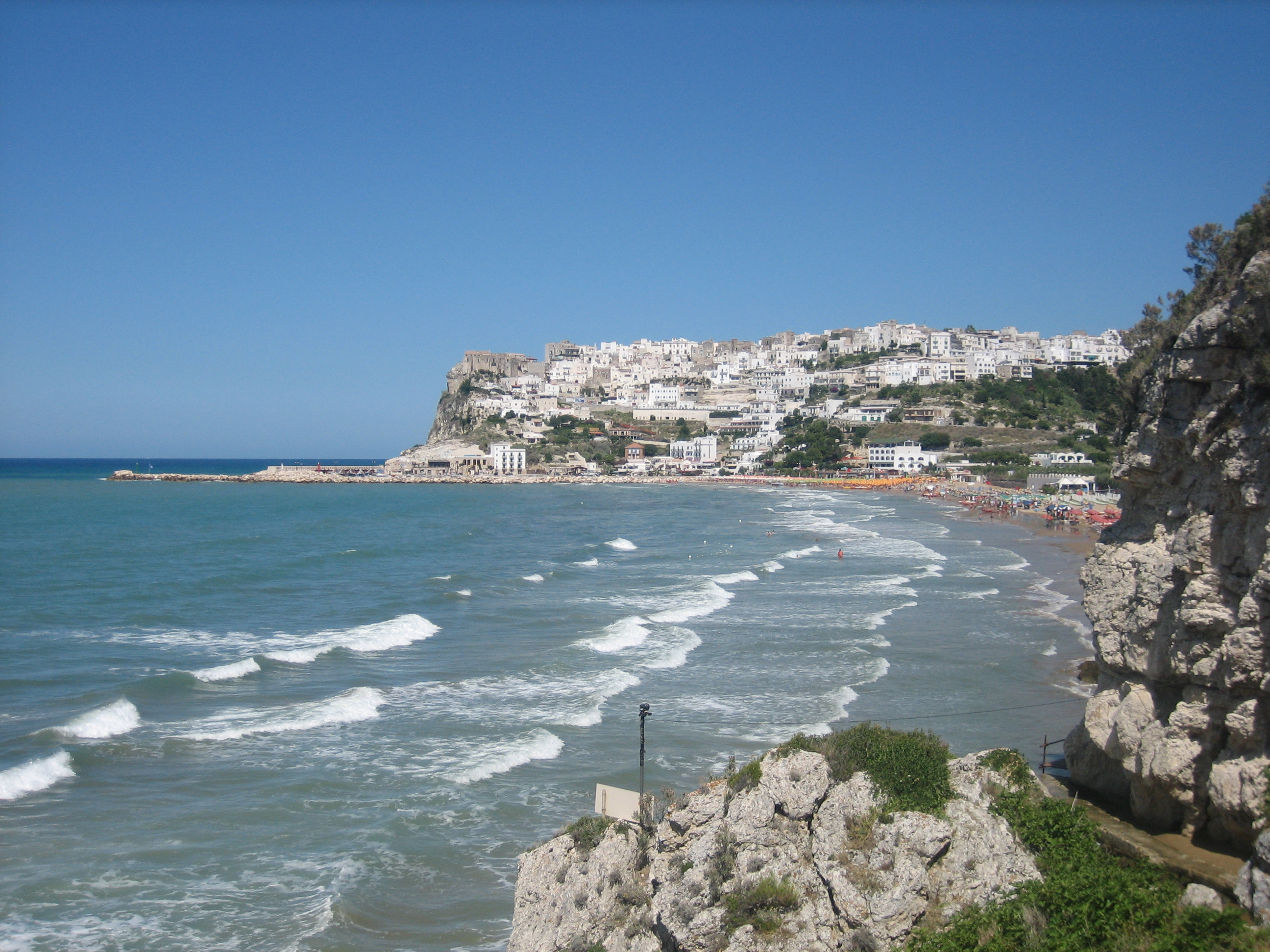
Vista di Peschici, città natale di Jacopo Micaglia.

Giacomo Micaglia nacque nel villaggio di Peschici nella penisola del Gargano, il 31 marzo 1600 (anche se fino a tempi recenti si riteneva che fosse nato nel 1601). 
La cittadina al tempo intratteneva scambi commerciali con Venezia e le città della costa dalmata, come testimoniato da alcuni documenti storici.
Peschici era, in origine, un insediamento fondato da soldati mercenari Schiavoni al servizio di Ottone I, stabilitisi in quel determinato luogo per scacciare i Saraceni dalla costa settentrionale del Gargano, nel corso X secolo. Al tempo di Micaglia —nel XVII secolo— era comunque ancora presente, a Peschici, una comunità di minoranza parlante un dialetto di origine serbocroata (spesso identificato come "croato"), anche se non relazionata con gli anteriori Schiavoni stabilitisi in loco nel X secolo, essendo stati, questi ultimi, totalmente assorbiti dalla popolazione locale già alla fine dell'XI secolo.
Al tempo si credeva che i dialetti slavi dei Balcani derivassero dalla lingua degli antichi illiri, l'insieme di questi dialetti veniva quindi normalmente denominato lingua illirica. Oggigiorno tali dialetti sono stati classificati nella famiglia delle lingue slave, più precisamente costituiscono l'insieme dei (dialetti serbocroati).
Micaglia si autodefiniva slavo di lingua, italiano di nazionalità.
La sua italianità non va, naturalmente, intesa in senso moderno, non essendosi all'epoca ancora sviluppati i moderni sentimenti di appartenenza nazionale.
Micaglia è universalmente considerato italiano, anche dalle fonti croate.
Tuttavia alcune fonti croate (e per riflesso anche anglosassoni) lo indicano erroneamente come il "croato" Jakov Mikalja.
Dopo aver completato gli studi in filosofia, nel 1628, Micaglia entrò nella Compagnia di Gesù.
Grazie alla sua conoscenza dell'illirico, nel 1630 fu mandato nella Repubblica di Ragusa dall'Ordine dei Gesuiti. Per quattro anni (1630-1633) insegnò grammatica latina agli studenti slavi, presso il Collegio dei Gesuiti di Ragusa, sotto la supervisione di un altro gesuita, Bartolomeo Cassio, il celebre studioso, linguista, e primo traduttore della Bibbia in lingua illirica. Mentre era Ragusa, il giovane Micaglia ricopiò il manoscritto di Cassio del dizionario illirico-italiano, che successivamente espanse.
Micaglia ritornò a Roma nel 1633 e fu ordinato sacerdote due anni dopo. Mentre era a Roma, insieme con Cassio, preparò una grammatica latina: Fondamenti di grammatica latina adattata agli (studenti) illirici (De institutione grammatica pro Illyricis accommodata), edita a stampa nel 1637, adattamento del celebre De institutione gramatica libri tres di Emanuele Alvares.
Nel 1636 Micaglia inviò una lettera alla Sacra congregazione per la propagazione della fede, proponendo una riforma dell'alfabeto latino, onde adattarlo alle esigenze della lingua illirica.
Dal 1637 al 1645, Micaglia fu missionario nell'ottomana Timișoara, nel Banato (nell'odierna Romania). Oltre a svolgere attività religiose, insegnò in una scuola illirica per i figli di mercanti (della Repubblica di Ragusa e della Bosnia).

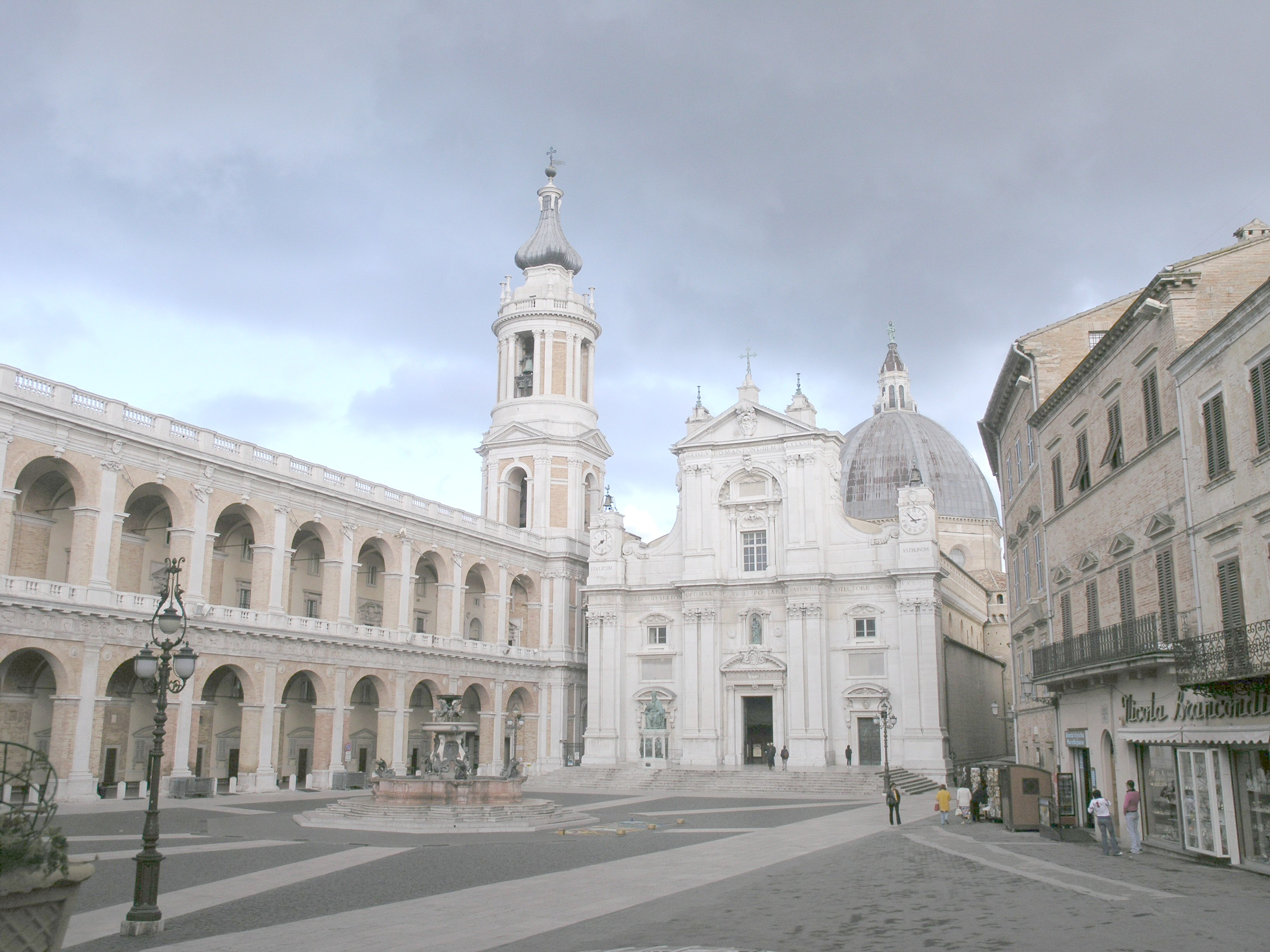
La Basilica di Loreto, dove Micaglia trascorse i suoi ultimi anni.

Nel 1642, Micaglia pubblicò a stampa a Presburgo (Bratislava) un libro di preghiere "Riflessioni sull'amor di Dio nel Padre Nostro tratte dai libri di San Tommaso d'Aquino, il dottore angelico" ("Bogoljubno razmisljanje od Ocenasa..."), versione adattata e ampliata di un libro di ascetica di Bartolomeo Cassio, "Nacin od meditationi i molitve" ("La strada per la meditazione e la preghiera"), pubblicato a Roma nel 1613. In quest'opera discusse del problema dell'ortografia nel capitolo "Sull'ortografia illirica".
Nel 1645, dopo aver vissuto per un certo periodo in Slovacchia, Micaglia ritornò in Italia e si stabilì a Loreto, dove fu "confessore in lingua illirica" presso la Basilica della Santa Casa.
A Loreto, inoltre, insegnò presso il locale collegio illirico (Collegio degli Schiavoni).
Il collegio (assieme al suo omologo di Fermo), era destinato ai giovani chierici illirici (slavi ed albanesi) ed era stato istituito per contrastare l'islamizzazione dei Balcani con il concorso della Congregazione per la Propaganda della Fede. Morì il 1º dicembre 1654.
Micaglia era probabilmente un prozio del famoso letterato Pietro Giannone, che all'inizio della sua autobiografia afferma: "Io nacqui da onesti parenti a' sette di maggio dell'anno 1676, in una terra del monte Gargano, nella Puglia de' Dauni chiamata Ischitella, prossima a' lidi del mare Adriatico, dirimpetto all'isole Diomedee, ora dette di Tremiti. Allevato nell'infanzia dalla non men pia che savia mia madre, Lucrezia Micaglia…”.

## Dizionario

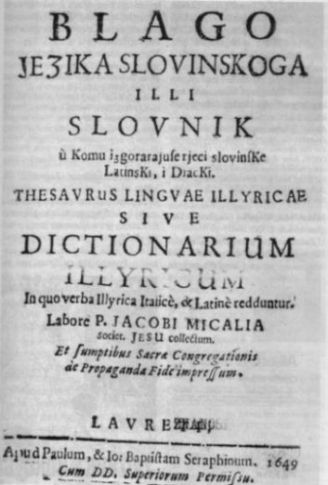
Il Vocabolario della lingua illirica, di Micaglia.

La più importante opera di Micaglia è il "Vocabolario della lingua illirica e dizionario illirico dove le parole illiriche sono tradotte in italiano e latino" (Thesaurus linguae Illyricae sive Dictionarium Illyricum. In quo verba Illyrica Italice et Latine redduntur), pubblicato assiame a "Grammatika talianska ukratko illi kratak nauk za naucitti latinski"(Breve grammatica italiana e istruzioni in breve su come insegnare latino).
Le due opere, cominciate a Roma, vennero completate a Loreto. La Congregazione De Propaganda Fide garantì il sostegno, anche finanziario, alla pubblicazione, riconoscendola consona al proprio disegno istituzionale.
Il dizionario, destinato principalmente ad insegnare ai giovani chierici di lingua slava, ha circa 25.000 parole.
L'introduzione al dizionario contiene una dedica ai lettori in italiano (Al benigno lettore), una presentazione dell'alfabeto e dell'ortografia in latino e in illirico (De ortographia pro lingua Illyrica o Od ortographie jezika slovinskoga ili nacina od pisanja).
Il dizionario, stampato nel periodo della controriforma, aveva l'ulteriore scopo di rafforzare l'influenza della Chiesa cattolica nei Balcani, contro possibili espansioni della riforma protestante.
La stampa del "vocabolario", curata dalla Sacra congregazione per la propaganda della fede, fu affidata ai fratelli Paolo e Gianbattista Serafini a Loreto nel 1649, ma essendo necessaria una macchina da stampa più efficiente, fu completata dallo stampatore Ottavio Beltrano ad Ancona, nel 1651.
È stato il primo dizionario delle lingue serbo-croate, che avesse il serbo-croato come lingua di partenza, ed il primo a essere impresso a stampa; consta di 926 pagine.
Il lavoro di Micaglia è stato influenzato dal lavoro del dalmata Fausto Veranzio, oltre che dal già citato Bartolomeo Cassio. Ha inoltre influenzato i successivi lavori di linguistica illirica (tra cui i francescani Mattia Divcovich e Tomo Babić).

### La lingua del dizionario
Micaglia spiega nella prefazione all'opera, di aver scelto il dialetto Bosniaco come base per il suo lavoro, perché "Ogn'un dice che la lingua Bosnese sia la più bella".
Il bosniaco è oggi identificato come un dialetto štokavo delle lingue slave meridionali.
Il vocabolario risulta pertanto basato sul dialetto štokavo, anche se contiene alcune parti in čakavo, oltre che alcuni termini in kajkavo (sia come ingresso che come sinonimo).
Il dialetto štokavo è parlato negli attuali stati di Serbia, Croazia, Bosnia ed Erzegovina e Montenegro; assieme a čakavo e kajkavo costituisce un unico diasistema (insieme di dialetti simili e mutualmente comprensibili). Nel corso dell'800, sulla base di tale dialetto, sono state standardizzate sia la lingua croata che quella serba.
Da un punto di vista prettamente glottologico, pertanto, la lingua studiata da Micaglia dovrebbe essere considerata come "serbo-croato". Tuttavia in Croazia il vocabolario è descritto universalmente come un'opera di linguistica croata ed è considerato parte integrante dello sviluppo e della standardizzazione della lingua croata moderna. Questo punto di vista probabilmente, non è basato su considerazioni esclusivamente glottologiche, ma è influenzato dal conflittuale rapporto fra croati e serbi, che porta i primi ad enfatizzare la loro specifica identità, anche sul piano linguistico. Micaglia inoltre era cattolico, e questo porta i croati a considerarlo parte della loro cultura (quando i cristiani ortodossi sono considerati serbi). Si ricorda infatti che, nel XIX secolo, quando si svilupparono le coscienze nazionali serbe e croate, il principale fattore discriminante fra le due fu la religione (ortodossa o cattolica). Tale fattore distintivo fu quindi retroproiettato nella storia precedente.
Prescindendo dalla sua correttezza scientifica, tale punto di vista risulta molto diffuso anche al di fuori della Croazia, sebbene esistano anche fonti che descrivano il vocabolario come "serbocroato".

## Opere
- Emmanuelis Alvari e Societate Iesu de Institutione Grammatica Pro Illyricis accomodata a Patribus eiusdem societatis Libri Très (Fondamenti di grammatica (latina) di Emanuele Alvares gesuita adattati per gli (studenti) illirici dagli stessi padri gesuiti), Roma, 1637. Tale opera fu curata da Micaglia assieme a Bartolomeo Cassio, e fu finanziata dalla Congregazione de Propaganda fide.
- Bogoljubno razmiscgljanje od ocenascja Pokupgljeno iz kgniga Svetoga Tomme od Aquina Nauciteglja Anghjelskoga ("Pensieri sull'amore di Dio nel Padre Nostro tratti dai libri di San Tommaso d'Aquino, Dottore Angelico", Bratislava, 1642)
- Blago jezika slovinskoga ili Slovnik u Komu izgovarajuse rjeci slovinske Latinski, i Diacki. Thesaurus linguae Illyricae sive Dictionarium Illyricum. In quo verba Illyrica Italice, et Latine redduntur (Dizionario della lingua illirica e dizionario illirico, dove le parole illiriche sono tradotte in italiano e latino), Paolo e Giovanbattista Serafini, Loreto (1649).